# Lãng Khung Chiếu
Lãng Khung Chiếu (tiếng Trung: 浪穹诏t=浪穹詔; bính âm: Làngqióng Zhào, ?～794) là một bộ lạc tại Vân Nam hình thành vào thời kỳ đầu nhà Đường và là một trong Lục Chiếu. Lãnh địa Lãng Khung Chiếu nay thuộc huyện Nhĩ Nguyên, tại vị trí tây bắc của Lục Chiếu. Nhà Đường cho lập Lãnh Khung Châu và cử các Lãng Khung Chiếu Vương kế vị nhau làm thứ sử Lãnh Khung Châu. Phong Thì, La Đạc, Đạc La Vọng, Vọng Thiên, Thiên La Sĩ, Sĩ La Quân phụ tử lần lượt kế vị làm vương. Đạc La Vọng kế vị sau khi phụ vương La Đạc qua đời và từ đó được Đường phong là thứ sử Lãng Khung Châu. Về sau Lãng Khung Chiếu từng phát sinh chiến tranh với Nam Chiếu song không thắng, dẫn bộ binh phòng thủ Kiếm Xuyên, cải xưng là Kiếm Lãng. Vào thời Sĩ La Quân (Tân Đường thư ghi là "La Quân"), Nam Chiếu công phá Kiếm Xuyên, bắt sống Sĩ La Quân, giải về Vĩnh Xương (nay là Bảo Sơn). Lãng Khung Chiếu diệt vong.